# Eugene Izotov
Eugene Izotov (1973) è un oboista russo.
Attualmente è oboista presso l'orchestra San Francisco Symphony, nominato da Michael Tilson Thomas nel 2014. 
È stato il primo oboista russo nelle orchestre statunitensi. È stato membro del San Francisco Conservatory of Music, Music Academy of the West, Festival Verbier (Svizzera) e Pacific Music Festival (Giappone). Prima di questi posti, ha lavorato come oboista nella Chicago Symphony, nella Metropolitan Opera House, nella Kansas City Symphony e insegnò nella Juilliard School e presso la DePaul University. 
Izotov studiò con l'oboista statunitense Ralph Gomberg presso l'Università di Boston, da cui ricevette anche il Distinguished Alumnus Award. 
Le collaborazioni da solista e di musica da camera di Eugene Izotov comprendono: Bernard Haitink, Riccardo Muti, James Levine, Nicholas McGegan, Michael Tilson Thomas, Yo Yo Ma, Pinchas Zukerman, Jaime Laredo, André Watts, Emanuel Ax, Yefim Bronfman e Tokyo String Quartet. È stato oltre 50 volte solista con le seguenti orchestre: Chicago Symphony Orchestra, la Boston Symphony Orchestra, la San Francisco Symphony, MET Chamber Ensemble, Pacific Music Festival Orchestra, e ebbe come etichette discografiche Sony Classical, Boston Records, Lisem Records, BMG, Elektra Records, e CSOResound.